# Joseph Balsamo (roman)
Pour les articles homonymes, voir Balsamo et Joseph Balsamo (homonymie).
Joseph Balsamo est un roman d'Alexandre Dumas, inspiré de la vie et de la personnalité du comte de Cagliostro. C'est la première partie d'une série intitulée Mémoires d'un médecin qui se poursuit avec Le Collier de la reine, Ange Pitou et La Comtesse de Charny. Il fut écrit en collaboration avec Auguste Maquet et parut sous forme de feuilleton dans La Presse entre 1846 et 1849.

## Contexte historique
L'action du roman se situe à la fin du règne de Louis XV, de 1770 à 1774.

## Le roman

### Argument

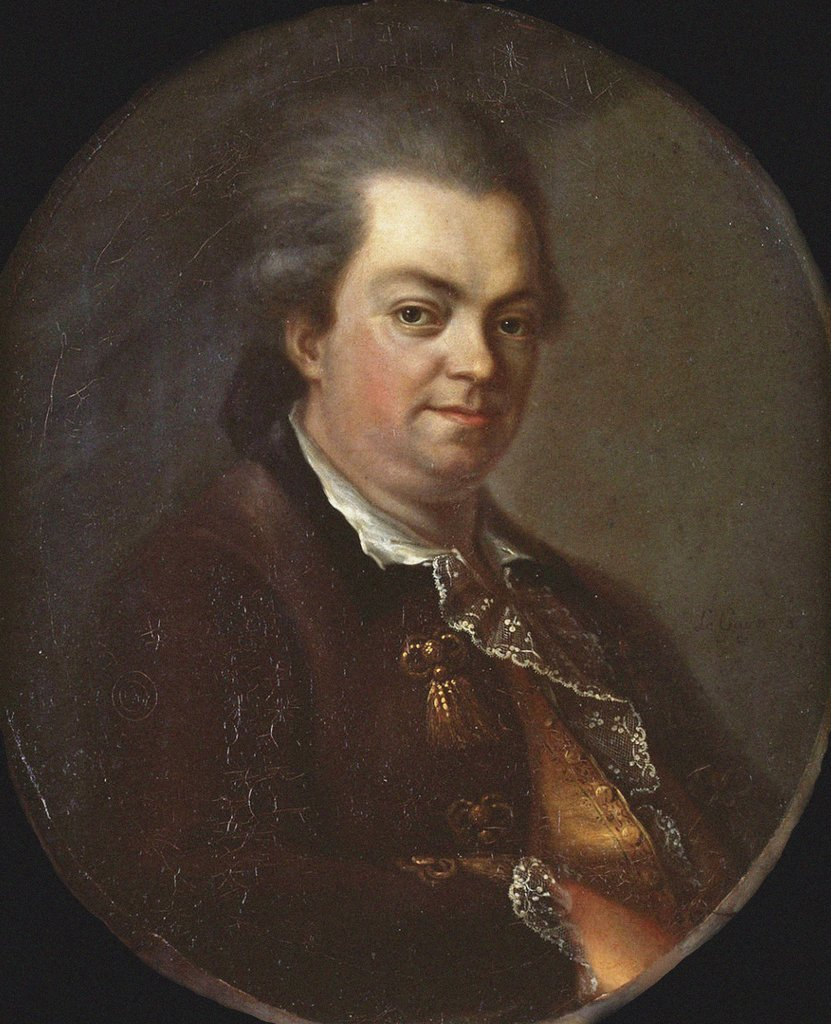
Joseph Balsamo, comte de Cagliostro.

Introduction : Un mystérieux personnage fait son entrée dans une secte non moins mystérieuse réunie dans le décor sauvage et romantique du Mont Tonnerre. Il interrompt la cérémonie d'initiation en se faisant reconnaître pour celui que les initiés attendent grâce au signe LPD, Lilia pedibus destrue (Détruis les lis en les foulant aux pieds). L'objectif principal de cette société secrète internationale, inspirée de l'illuminisme, est d'éradiquer la monarchie.

« L'étranger écarta d'un mouvement rapide sa redingote et son gilet, et sur sa chemise de fine batiste apparut, resplendissante comme une étoile de flamme, la plaque de diamant sur laquelle flamboyaient les trois lettres de rubis.

- Lui ! s'écria le président épouvanté ; serait-ce lui ?

- Celui que le monde attend ! dirent avec anxiété les chefs...

- Le grand Cophte ! murmurèrent trois cents voix. »

Pour le grand Cophte, le résultat de cette momerie est l'obtention sans discussion de moyens financiers considérables et réguliers, et l'obéissance aveugle de ses affidés.
Ce personnage n'est autre que Joseph Balsamo, qui va œuvrer pendant vingt ans à renverser la monarchie française, manipulant à leur insu toute une série de personnages du roman, à commencer par la comtesse du Barry, le duc de Richelieu et le cardinal de Rohan, qui font directement appel à lui dans leurs intrigues de cour. Parallèlement, le roman suit l'évolution du jeune Gilbert, amoureux fou d'Andrée de Taverney qui ne fait même pas attention à lui, mais qu'il épie et suit dans tous ses déplacements, et finit, pour se venger de son mépris, par violer, profitant de son sommeil magnétique, avant de ravir l'enfant qu'elle a eu de lui.
Toute l'intrigue de ce roman, envers illuministe du siècle des Lumières et des prodromes de la Révolution, qui expose avec réalisme et sans complaisance les mobiles des personnages, repose pourtant sur un fondement occultiste, sur la croyance spiritualiste en la métempsycose, et sur le magnétisme animal présenté comme moyen efficace, permettant à Balsamo, par l'intermédiaire de sa jeune épouse qu'il séquestre et hypnotise à merci, de connaître aussi bien l'avenir que les secrets de ses victimes, conférant ainsi à ce maître de la subversion un moyen d'espionnage imparable, à ce charlatan qui utilise sans scrupule mensonge, chantage, et autres formes de manipulation plus subtiles, l'aura d'un « authentique » magicien mû par de nobles mobiles — qu'il est aussi, tel que le présente Dumas.

### Personnages
- Joseph Balsamo, transfiguration héroïque du Cagliostro historique, qui se fait également appeler comte de Foenix, et, en privé, Acharat; d'un charisme inquiétant qui en impose à tous, il se présente lui-même comme sorcier, ayant la mémoire de toutes ses vies antérieures
- l’alchimiste Althotas, maître de Balsamo, obsédé jusqu'au crime par sa quête de l'élixir de jouvence
- Lorenza Feliciani, épouse malgré elle de Balsamo — amoureuse de lui dans ses transes, violemment rebelle à sa séquestration dans ses moments de lucidité
- les Taverney :
  - Andrée, jeune beauté hautaine, naïvement imbue de sa naissance, qui devient demoiselle de compagnie de la dauphine Marie-Antoinette
  - Philippe, son frère aîné, capitaine idéaliste, influencé par la philosophie des Lumières
  - Le baron de Taverney : Dumas s'est complu à faire de ce personnage l'archétype un peu caricatural de l'aristocrate réactionnaire, vieux débauché qui s'est ruiné tout seul et rumine sa misère, prêt à tout pour retrouver rente et faveur en cour, que la révolution montante va bientôt balayer. Il hait les philosophes, qu'il juge responsables de la décadence de la société, il méprise son fils, partisan des idées nouvelles, qui pense que les hommes sont frères, se déclare partisan de l'esclavage et considère les Africains comme « une race de singes »[1].
- Gilbert, fils d'anciens domestiques du baron de Taverney, jeune homme intelligent au caractère inflexible, il est un temps le protégé de Rousseau, puis aide-jardinier à Trianon, et sera médecin dans les romans suivants
- Nicole, jeune femme de chambre d'Andrée, type de la servante d'Ancien Régime aux mœurs légères, présentant une ressemblance avec la dauphine Marie-Antoinette

### Personnages historiques

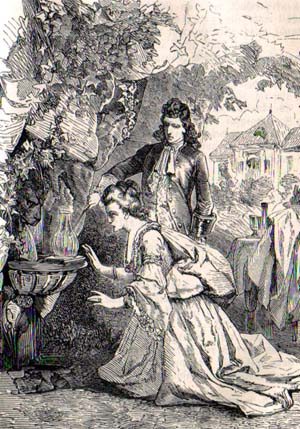
Joseph Balsamo révèle son avenir à la dauphine dans une carafe d'eau. (chapitre XV). Balsamo prit la carafe, toujours dans sa coupe d’or ; puis il la déposa dans un sombre enfoncement de la tonnelle où quelques rochers factices figuraient une grotte. Puis, saisissant l’archiduchesse par la main, il l’entraîna sous l’ombre noire de la voûte.
— Êtes-vous prête ? dit-il à la princesse que cette action véhémente avait presque effrayée.
— Oui.
— Alors, à genoux, madame, à genoux, et vous serez en posture de prier Dieu qu’il vous épargne le terrible dénouement que vous allez voir.
La dauphine obéit machinalement et se laissa aller sur ses deux genoux.
Balsamo toucha de sa baguette le globe de cristal, au milieu duquel se dessina sans doute quelque sombre et terrible figure.
La dauphine essaya de se relever, chancela un instant, retomba, poussa un cri terrible et s’évanouit.

- Louis XV, présenté comme un homme assez lâche et influençable, plus préoccupé de sa tranquillité domestique que de sa dignité royale et des intérêts de la France
- La Dauphine Marie-Antoinette et le Dauphin, futur Louis XVI
- La comtesse du Barry, intrigante et ambitieuse (Dumas lui adjoint un frère vicomte, Jean, inspiré par son beau-frère.)
- La comtesse de Béarn, vieille plaideuse qui s'abaisse par intérêt à se faire marraine de Madame du Barry, pour sa présentation à la Cour
- Le duc de Richelieu, en vieux courtisan retors, jaloux des faveurs échues à son neveu le duc d'Aiguillon
- Le cardinal de Rohan, bien plus grand seigneur libertin mais crédule que digne prélat
- Le duc de Choiseul
- Le lieutenant général de police Sartine
- Jean-Jacques Rousseau, croqué en vieux misanthrope à la fois égocentrique et généreux, lucide et songe-creux, noblement indépendant mais mesquin et paranoïaque, tyrannisé par sa mégère de Thérèse
- Le botaniste Jussieu
- Jean-Paul Marat, chirurgien matérialiste et déjà violent agitateur politique
- Emanuel Swedenborg, John Paul Jones, Johann Kaspar Lavater, membres de la société secrète sous l'égide du Grand Cophte

## Adaptations
- Joseph Balsamo, drame inédit en cinq actes, Paris, théâtre de l'Odéon, mars 1878 de Alexandre Dumas et Alexandre Dumas (fils) ;
- Cagliostro (Black Magic), film italo-américain de Gregory Ratoff sorti en 1949 ; avec dans le rôle de Balsamo, Orson Welles
- Cagliostro, un film franco-allemand de Richard Oswald de 1929 avec Hans Stüwe dans le rôle de Cagliostro.
- Joseph Balsamo (1973), feuilleton télévisé d’André Hunebelle en sept épisodes avec Jean Marais dans le rôle de Balsamo.